# 学校法人美作学園
学校法人美作学園（がっこうほうじんみまさかがくえん）は、岡山県津山市北園町50に本部を置く日本の学校法人である。1915年に設置された。

## 系列学校・機関
- 美作大学
- 美作大学短期大学部
- 岡山県美作高等学校
- 美作大学附属幼稚園
- 地域生活科学研究所

## 沿革
- 1915年　苫田郡教育会が苫田郡津山町田町（現: 津山市）に津山高等裁縫学校創設　初代校長苫田郡視学出道直
- 1920年　津山実科女学校と改称
- 1921年　津山実科高等女学校（高等女学校令による）と改称　本科修業年限3年　定員300名　補習科修業年限1年定員50名　第三代校長　苫田郡視学　大守勇
- 1925年　創設十周年記念式挙行　専用寮舎を山下60番地に設置　第五代校長　苫田郡視学　杉山宇三郎
- 1928年　津山町山北500番地の現在位置に校舎を移転　講堂新築
- 1929年　設立者を社団法人苫津教育会と改称
- 1933年　設立法人を財団法人苫津教育会に改組
- 1935年　創設二十周年記念式挙行
- 1940年　津山実科高等女学校を岡山県美作高等女学校と改称　本科修業年限4年　定員400名　補修科修業年限1年　定員50名
- 1945年　創設三十周年記念式挙行。高等女学校本科定員800名、津山女子商業学校定員400名に増員
- 1947年　学制改革により、岡山県美作中学校併設　定員600名。三十周年記念校舎（第三校舎）四教室竣工
- 1948年　学制改革により、岡山県美作高等学校設置　定員女子800名（前美作高等女学校・津山女子商業学校）
- 1950年　財団法人苫津教育会を学校法人苫津学園に改組
- 1951年　美作短期大学開学　家政科定員160名　初代学長に杉山宇三郎就任
- 1953年　美作短期大学　英語科増設　定員80名
- 1955年　学校法人苫津学園を学校法人美作学園と名称変更。創設四十周年記念式挙行
- 1956年　岡山県美作中学校を廃止
- 1957年　杉山宇三郎　学長・校長を退職　名誉学長・校長に推挙　杉山卓　第二代学長・第六代校長に就任
- 1958年　美作短期大学　英語科募集停止
- 1962年　美作短期大学　服飾科増設　定員80名
- 1963年　美作短期大学　家政科栄養士課程　定員80名
- 1964年　美作高校　創設五十周年記念本館竣工。第二運動場を上河原に新設
- 1965年　創設五十周年記念式挙行。短期大学　保育科増設　定員100名
- 1966年　杉山宇三郎理事長辞任　名誉理事長に推挙　杉山卓学長・校長理事長に就任。大学本館完成
- 1967年　美作女子大学　開学　家政学部家政学科　定員320名　学長　杉山卓　津山市上河原。美作幼稚園開園　定員70名　津山市山北
- 1968年　美作幼稚園　美作女子大学附属幼稚園に改称
- 1969年　美作女子大学家政学科を家政学専攻（定員120名）と管理栄養士専攻（定員200名）とに専攻分離　学科を家政学科・服飾学科・幼児教育学科に名称変更
- 1970年　3年保育を開始　定員140名　3歳児1クラス　4歳児2クラス　5歳児1クラス。美作短期大学の学科を家政学科（家政学専攻定員60名、食物栄養専攻定員200名に専攻分離）、服飾学科定員160名、幼児教育学科定員200名とする。
- 1971年　美作短期大学創設二十周年記念式　図書館増築
- 1972年　美作高校男女共学制実施　武道館竣工
- 1974年　創設六十周年記念校舎竣工
- 1975年　創設六十周年記念式挙行
- 1978年　美作短期大学を美作女子大学短期大学部と改称。短期大学部を上河原キャンパスに移転。美作女子大学・美作女子大学附属幼稚園創設十周年記念式を挙行
- 1980年　延長保育開始
- 1981年　美作女子大学家政学部の学科を食物学科・児童学科に改組　食物学科定員40名、児童学科定員60名。短期大学部創設三十周年記念式挙行
- 1982年　短期大学部に生活科学・服飾デザイン・生活経営の3コース設置　定員30名
- 1983年　美作女子大学短期大学部服飾学科廃止
- 1984年　美作女子大学家政学科廃止
- 1988年　短期大学部の家政学科を生活科学、家政学専攻を生活科学専攻に、生活科学コースを生活文化コースに名称変更
- 1990年　創設七十五周年記念として白梅記念館建築
- 1991年　美作学園創設七十五周年、短期大学部四十周年、大学二十五周年記念式典を挙行
- 1992年　5コース制（大学進学・情報ビジネス・生活福祉・芸術教養・体育）発足。
- 1995年　美作女子大学附属幼稚園新園舎完成、床暖房設置。80周年記念館完成
- 1997年　オーストラリアエメラルド高校姉妹校締結
- 2000年　美作女子大学家政学部を生活科学部に名称変更、生活科学部に福祉環境デザイン学科設置、生活科学科生活科学専攻募集停止
- 2001年　美作女子大学短期大学部生活科学科食物栄養専攻を栄養学科に名称変更。岡山県美作高等学校通信制課程設置
- 2002年　美作女子大学短期大学部に専攻科介護福祉専攻増設
- 2003年　未就園児クラス（わかばくらぶ）開設。美作女子大学・美作女子大学短期大学部を美作大学・美作大学短期大学部へ名称変更、男女共学化。美作女子大学附属幼稚園を美作大学附属幼稚園へ名称変更。美作大学児童学科保育士養成コース設置
- 2005年　美作大学大学院修士課程生活科学研究科開設。ヘアファッションコース新設　新コース制（7つのコースと17の系）発足
- 2006年　新コース制（創造・キャリアコース新設、系の導入）実施
- 2007年　美作大学大学院博士課程生活科学研究科開設
- 2008年　美作大学大学院修士課程人間発達学研究科開設。美作大学生活科学部福祉環境デザイン学科を福祉のまちづくり学科へ名称変更
- 2011年　美作大学生活科学部福祉のまちづくり学科を社会福祉学科へ名称変更　入学定員80名から50名へ変更
- 2012年　美作大学大学院生活科学研究科博士後期課程募集停止。美作大学コース新設　新コース制（7つのコースと18の系）発足
- 2014年　エクセル特進コース新設　新コース制（8つのコースと20の系）発足
- 2015年　創立100周年記念式典を挙行。美作大学　創立100周年記念館竣工

## 所在地・交通アクセス
- 所在地：岡山県津山市北園町50
- 交通アクセス：JR津山線津山駅より中鉄バス「スポーツセンター」行き、もしくは「東一宮車庫」行きに乗車、「美作大学前」下車、徒歩5分。